# Октан (футбольный клуб)
«Окта́н» —  российский футбольный клуб из Перми. Основан в 1958 году. Прежние названия: 1958—1990 — «Нефтяник» и 1991—1995 — «Нефтехимик», с 1996 года — нынешнее название. В 2006—2010 годах выступал в любительском первенстве России (МРО Урал и Западная Сибирь). Трёхкратный призёр зонального турнира (2-е место — 2009, 2010; 3-е — 2007), трёхкратный обладатель Кубка МРО Урал и Западная Сибирь (2006, 2009, 2010; в 2008 — финалист). В 2011—2014 годах выступал во втором дивизионе.

## История
ФК «Октан» существует с 1958 года. Тогда и вплоть до 1990-го она называлась «Нефтяник». Последующие четыре года клуб был «Нефтехимиком», а с 1996 года приобрёл своё настоящее название. В 2006 году, клуб обзавёлся финансовой поддержкой «Лукойла», клуб заявился в третий дивизион. В том же году был построен спорткомплекс «Нефтяник».
Первый год в третьем дивизионе получился очень неплохим. Была одержана победа в кубке среди любительских команд Урала и Западной Сибири, а в чемпионате среди команд третьей лиги в своей зоне «Октан» занял четвёртое место.
На следующий сезон пермяки поднялись на 1 ступеньку выше, годом спустя повторили достижение 2006 года, а в сезоне 2009 забрались на рекордное 2 место, к тому же во второй раз выиграв кубок среди любительских команд Урала и Западной Сибири.
В 2009 году пермская футбольная команда «Октан», выступающая в Любительской футбольной лиге, провела свой первый матч на профессиональном уровне. В 1/512 финала розыгрыша Кубка России пермяки оказались сильнее уфимского «Башинформсвязь-Динамо».
Матч прошёл в упорной борьбе, в итоге победа осталась за прикамскими футболистами. Все голы в этой встрече были забиты во втором тайме. На 52-й минуте игрок уфимской команды Долбилин открыл счет. Спустя 22 минуты хозяева смогли отыграться — гол на счету играющего тренера Эрика Ашурбекова. Наконец, на 81-й минуте Иван Клюкин реализовал пенальти и принес «Октану» победу — 2:1.
В рамках 1/256 розыгрыша Кубка России в Учалах «Октан» потерпел крупное поражение от местного «Горняка» 0:4. Мячи октановцы пропускали на 44, 59, 61, 72 минутах.
Перед началом сезона 2010 команда изначально входила в сезон в качестве одного из фаворитов своего дивизиона. В команду пришли такие футболисты, как Максим Филиппов, Юрий Шестаков и Максим Чадов, имевшие опыт игры в клубах первого дивизиона.
Главным конкурентом пермяков уже который год было миасское «Торпедо». «Чёрно-белые» на протяжении двух предыдущих сезонов становились сильнейшей командой третьего дивизиона зоны «Урал и Западная Сибирь», но оба раза добровольно отказывались от повышения в классе. Стоит сказать, что в сезоне 2010 в этом дивизионе победу также праздновала команда из Челябинской области. «Октан» же опять стал вторым.
Однако под конец сезона, в финале всё того же кубка среди любительских коллективов команд зоны Урала и Западной Сибири, по сумме двух матчей (0:1 и 1:1) победу одержал уже «Октан».
В конце октября того же года пермский клуб отправился на всероссийские кубковые соревнования среди любительских команд в Сочи. Среди 8 коллективов «Октан» занял 4-е место, уступив лишь командам «Олимп-СКОПА», «Сызрань-2003» и «Химику» из Новомосковска.
В сезонах 2011/12, 2012/13 и 2013/14 клуб выступал во втором дивизионе и занимал там 11-е, 13-е и 9-е места (зона «Урал-Поволжье»). По окончании сезона 2013/14 клуб отказался от участия во втором дивизионе.
С сезона 2014 выступает в чемпионате города Перми по футболу.

## Основной состав
На 30 мая 2015 года

| №  |             | Поз. | Имя                 | Год рождения |
| -- | ----------- | ---- | ------------------- | ------------ |
| 16 | Флаг России | Вр   | Андрей Данилов      | 1991         |
| 41 | Флаг России | Вр   | Максим Шумайлов     | 1990         |
| 1  | Флаг России | Защ  | Константин Низовцев | 1979         |
| 15 | Флаг России | Защ  | Евгений Ситников    | 1990         |
| 19 | Флаг России | Защ  | Евгений Сырков      | 1989         |
| 22 | Флаг России | Защ  | Дмитрий Голдобин    | 1987         |
| 23 | Флаг России | Защ  | Владимир Бартасевич | 1993         |
| 33 | Флаг России | Защ  | Олег Болдачев       | 1997         |

| №  |             | Поз. | Имя                 | Год рождения |
| -- | ----------- | ---- | ------------------- | ------------ |
| 86 | Флаг России | Защ  | Артём Гордеев       | 1993         |
| 5  | Флаг России | ПЗ   | Алексей Вологжанин  | 1989         |
| 7  | Флаг России | ПЗ   | Игорь Масленников   | 1993         |
| 9  | Флаг России | ПЗ   | Алексей Масленников | 1993         |
| 13 | Флаг России | ПЗ   | Павел Печёнкин      | 1991         |
| 20 | Флаг России | ПЗ   | Антон Романенко     | 1993         |
| 88 | Флаг России | ПЗ   | Андрей Быков        | 1992         |
| 17 | Флаг России | Нап  | Тимофей Сиротин     | 1992         |

## Рекордсмены клуба
| По числу матчей        |     |
| Футболист              | Игр |
| 1 Евгений Сырков       | 81  |
| 2 Дмитрий Голдобин     | 67  |
| 3 Евгений Ситников     | 64  |
| 4 Ринат Тимеркаев      | 59  |
| 5 Станислав Алексеенко | 56  |

| Лучшие бомбардиры клуба |       |
| Футболист               | Голов |
| 1 Ринат Тимеркаев       | 11    |
| 2 Алексей Горелов       | 7     |
| 3 Тимофей Сиротин       | 6     |
| 3 Ринат Халиулла        | 6     |
| 5 Антон Романенко       | 5     |